# Vitinha
Vítor Machado Ferreira, cunoscut sub numele de Vitinha, (n. 13 februarie 2000, Faro, Districtul Faro, Portugalia) este un fotbalist portughez care joacă ca mijlocaș la Paris Saint-Germain din Ligue 1 și la echipa națională a Portugaliei.
Venind prin sistemul de tineret al lui Porto, Vitinha a fost promovat la prima echipă în 2020. A fost împrumutat clubului din Premier League Wolverhampton Wanderers în septembrie 2020, înainte de a reveni în sezonul următor. S-a impus ca un jucător integral pentru Porto, câștigând o dublă națională, fiind în același timp numit în Echipa anului din Primeira Liga și premiul pentru cel mai bun jucător tânăr al anului. În iunie 2022, s-a alăturat lui Paris Saint-Germain pentru un transfer în valoare de 41,5 milioane de euro.
Vitinha este un fost internațional de tineret al Portugaliei, reprezentând țara sa la diferite categorii, făcând parte din echipele sub-19 și sub-21 care au terminat ca secunde la Campionatul European Under-19 din 2019 și Campionatul European Under-21 din 2021, respectiv. Și-a făcut debutul internațional la seniori în 2022, reprezentând Portugalia la Campionatul Mondial de Fotbal 2022.

## Titluri
Porto Youth
- UEFA Youth League : 2018–19 [3]

Porto
- Primeira Liga : 2019–20,[4] 2021–22 [5]
- Taça de Portugal : 2019–20,[6] 2021–22 [7]

Paris Saint-Germain
- Ligue 1: 2022–23,[8] 2023–24,[9] 2024–25[10]
- Coupe de France: 2023–24,[11] 2024–25[12]
- Trophée des Champions: 2022,[13] 2023,[14] 2024[15]
- Liga Campionilor UEFA: 2024–25[16]

Portugalia Sub-19
- Vice-campion al Campionatului European sub-19 al UEFA : 2019

Portugalia Sub-21
- Vice-campion al Campionatului European sub-21 al UEFA : 2021

Premii Individuale
- Jucătorul tânăr al anului din Primeira Liga : 2021–22 [17]
- Jucătorul lunii Primeira Liga: decembrie 2021, ianuarie 2022,[18] martie 2022 [19]
- Mijlocașul lunii Primeira Liga: decembrie 2021, ianuarie 2022, martie 2022 [20]
- Echipa anului din Primeira Liga: 2021–22 [21]
- Jucător revoluționar al turneului de la Toulon : 2019 [22]
- Cel mai bun XI al turneului Toulon : 2019 [23]
- Echipa turneului din Campionatul European sub 21 de ani UEFA : 2021 [24]